# Latarnik (nowela)
Latarnik – nowela Henryka Sienkiewicza opublikowana w 1881 w dwutygodniku „Niwa”, wydana w 1882 w Warszawie przez wydawnictwo „Gebethner i Wolff” w 5. tomie Pism Henryka Sienkiewicza; przedstawia historię Skawińskiego, polskiego emigranta politycznego, który obsługiwał latarnię morską położoną na wyspie Aspinwall. Latarnik uchodzi za jedną z najlepszych polskich nowel; rękopis noweli przechowuje Zakład Narodowy im. Ossolińskich (sygn. 12442/II).

## Okoliczności powstania
Utwór powstał w Stanach Zjednoczonych podczas podróży Sienkiewicza po tym kraju. Pisarz wyjechał tam w 1876. Wysyłał do Polski, będącej wtedy pod zaborami, korespondencje drukowane w „Gazecie Polskiej”. O powstaniu noweli Sienkiewicz poinformował w przypisach: Opowiadanie to osnute jest na wypadku rzeczywistym, o którym pisał w swoim czasie Julian Horain w jednej ze swoich korespondencji z Ameryki. Pierwowzorem postaci latarnika Skawińskiego był Polak o nazwisku Siellawa. Powodem zwolnienia go z posady latarnika było zaniedbanie obowiązków na skutek lektury Murdelio Zygmunta Kaczkowskiego.

## Czas i miejsce akcji
Akcja utworu  toczy się w latach 70. XIX wieku w Aspinwall i na samotnej wysepce leżącej niedaleko Panamy. We fragmentach, w których pisarz zastosował retrospekcję, opowiedziano wydarzenia rozgrywające się od 1830, czyli od powstania listopadowego, w którym Skawiński brał udział.

## Bohaterowie

### Skawiński
Główny bohater to stary Polak, tułacz poszukujący spokojnej posady w miejscu, gdzie mógłby zamieszkać na stałe. Urodził się w Polsce. Wiódł burzliwe życie, walczył w wielu wojnach oraz powstaniach (powstanie listopadowe, wojna secesyjna itd). Następnym etapem jego życia było „szukanie swego miejsca” – podejmował się wówczas wielu zawodów – był m.in. harpunnikiem, poszukiwaczem diamentów i właścicielem fabryki cygar. Wszystkie te stanowiska tracił w tajemniczych okolicznościach, sam sobie tłumaczył to prześladującym go pechem. Przełomowym momentem w jego życiu było objęcie pracy latarnika w Aspinwall. Tam odnalazł swój upragniony spokój i wiódł ascetyczne życie, praktycznie nie wychodząc z latarni. W lekturze nie ma informacji o jego imieniu.

### Inni bohaterowie
- Izaak Falconbridge – konsul Stanów Zjednoczonych w Panamie.
- Johns – strażnik portowy, który codziennie przypływał łodzią, aby przywieźć żywność dla latarnika.

## Streszczenie
Bohaterem noweli jest Polak Skawiński, który przybywa do Aspinwall, aby tu objąć posadę latarnika. Jest zmęczony życiem, które obfitowało w przygody, zwykle kończące się dla Skawińskiego katastrofą. Wziąwszy udział w powstaniu, musiał opuścić kraj, tułał się po całym świecie, wiele razy ryzykując życie. W końcu zaczął szukać miejsca, w którym na dobre mógłby się osiedlić. Wybrał Aspinwall i latarnię morską, gdzie rozpoczął ciche, spokojne życie. Wiele rozmyślał i wspominał, nie zaniedbując nigdy swoich obowiązków. Podziwiał tropikalną przyrodę, zaprzyjaźnił się z odwiedzającymi jego latarnię mewami.
Pewnego dnia oprócz zapasów żywności Skawiński otrzymał paczkę z książkami od Towarzystwa polskiego zawiązanego w Nowym Jorku, instytucji, której wcześniej latarnik wysłał połowę swojej miesięcznej pensji, ponieważ była ona mężczyźnie i tak zbędna. W przesyłce znajdował się egzemplarz Pana Tadeusza Mickiewicza. Podczas lektury zapomniał o tym, gdzie jest. Poczuł się znowu jak w swojej ojczyźnie, za którą bardzo tęsknił. W końcu zapadł w mocny sen o Polsce. Następnego ranka otrzymał wiadomość, że przez jego zaniedbanie rozbiła się łódź. Dopiero wtedy uświadomił sobie, że nie zapalił latarni. Został zwolniony z posady i musiał wyruszyć na nowe tułacze szlaki. Tym razem miał jednak przy sobie cząstkę swojej ojczyzny – Pana Tadeusza.

## Ekranizacja
- Latarnik – film z 1976 roku.